# Jean Albert Frédéric de Dietrich
Jean-Albert de Dietrich (Strasbourg 21 août 1773-3 février 1806 Strasbourg) est un industriel alsacien.

## Biographie
Jean Albert Frédéric de Dietrich, surnommé ultérieurement « Fritz », naît le 21 août 1773, probablement à Strasbourg. Issu de la famille de Dietrich, son père est Philippe-Frédéric de Dietrich, industriel et futur premier maire de Strasbourg, et sa mère Sybille Ochs.
Il est membre en février 1790 de la Garde nationale, dans laquelle il est promu sous-lieutenant le 1er juin. En juin 1792 il s’engage dans le 3e bataillon de volontaires du Bas-Rhin, où il est promu sous-lieutenant le 1er juillet avant d’entrer en octobre dans la Légion de Kellermann en tant que lieutenant. Après la mise en accusation de son père pendant la Terreur il est contraint de démissionner le 24 août 1793 puis est à son tour arrêté en novembre et emprisonné à Chaumont. Libéré en décembre 1794 après la chute de Robespierre, il est réintégré dans l’armée, mais préfère en démissionner et s’attache alors à faire réhabiliter son père, ce qu’il obtient en août 1795.
Il lui faut alors récupérer les biens de son pères qui ont été confisqués. Il obtient la restitution des forges le 21 septembre 1795 et reprend la direction de l’entreprise familiale à partir de 1796. Néanmoins, ayant perdu une grande partie de la fortune familiale, il doit s’associer avec François Frédéric Karth, avec lequel il fonde De Dietrich et Karth le 21 novembre 1797. Les revenus demeurant insuffisants, il doit en outre s’endetter et vendre les forges de Rothau. Ces difficultés n’empêchent pas pour autant son mariage avec Amélie de Berckheim le 27 mai 1797 à Colmar.
Toujours à la recherche de capitaux, il fonde en 1800 la société par actions « Forges du Bas-Rhin », dont il assure la gérance. Il accepte en parallèle la fonction d’inspecteur des forêts des îles du Rhin en Alsace pour se voit offrir en 1802 de percevoir les revenus de l’abbaye de Rothenmünster en compensation pour la perte des droits sur la seigneurie de Niederbronn pendant la Révolution. La mise en œuvre de cette indemnisation tarde néanmoins à se faire, Jean-Albert de Dietrich demandant en 1805 et 1806 à l’empereur Napoléon d’intervenir pour qu’il puisse toucher les premiers versements. Dans l’intervalle, il devient à partir de 1803 conseiller général du Bas-Rhin.
Il meurt le 3 février 1806 à Strasbourg. L’entreprise est alors reprise par sa veuve Amélie de Berckheim et son gendre Guillaume de Turckheim.